# Hammah
Hammah è un comune di 2.849 abitanti della Bassa Sassonia, in Germania. Appartiene al circondario di Stade ed è parte della Samtgemeinde Oldendorf-Himmelpforten.